# Patrick Roy (politicus)
Patrick Roy (Denain, 30 augustus 1957 – Valenciennes, 3 mei 2011) was een Frans politicus en lid van de Parti Socialiste. Hij maakte sinds juni 2002 deel uit van de Nationale Vergadering voor het Noorderdepartement en viel daar op door zijn kledingstijl en zijn voorkeur voor heavy metal. Naast afgevaardigde was hij vanaf 2008 burgemeester van Denain.
In november 2010 maakte hij bekend dat hij leed aan alvleesklierkanker. Op 4 februari 2011 (Wereldkankerdag) vertelde hij dat het veel beter ging en kondigde hij zijn terugkeer in de Nationale Vergadering aan. Op 15 maart keerde hij daadwerkelijk terug. Anderhalve maand later overleed hij op 53-jarige leeftijd in Valenciennes aan zijn ziekte. De Nationale Raad hield als eerbetoon aan Roy 1 minuut stilte.